# Atsuto Uchida
Atsuto Uchida (内田篤人 Uchida Atsuto?) (27 de marzo de 1988, Kannami, Shizuoka) es un exfutbolista japonés que jugaba de defensa.
El 20 de agosto de 2020 se hizo oficial su retirada tras el encuentro ante el Gamba Osaka que se disputaba tres días después.

## Clubes
| Club             | País     | Año       |
| ---------------- | -------- | --------- |
| Kashima Antlers  | Japón    | 2006-2010 |
| F. C. Schalke 04 | Alemania | 2010-2017 |
| Unión Berlín     | Alemania | 2017      |
| Kashima Antlers  | Japón    | 2018-2020 |

## Selección nacional
Uchida es un miembro regular de la selección de fútbol de Japón. Fue parte del combinado japonés que alcanzó los octavos de final en Sudáfrica en 2010 y el 12 de mayo de 2014 fue incluido por el entrenador Alberto Zaccheroni en la lista final de 23 jugadores que representó a Japón en la Copa Mundial de Fútbol de 2014 en Brasil.

### Participaciones en Copas del Mundo
| Mundial                        | Sede      | Resultado        |
| ------------------------------ | --------- | ---------------- |
| Copa Mundial de Fútbol de 2010 | Sudáfrica | Octavos de final |
| Copa Mundial de Fútbol de 2014 | Brasil    | Primera fase     |

## Palmarés

### Títulos nacionales
| Título                | Club             | País     | Año  |
| --------------------- | ---------------- | -------- | ---- |
| J1 League             | Kashima Antlers  | Japón    | 2007 |
| Copa del Emperador    | Kashima Antlers  | Japón    | 2007 |
| J1 League             | Kashima Antlers  | Japón    | 2008 |
| Supercopa de Japón    | Kashima Antlers  | Japón    | 2009 |
| J1 League             | Kashima Antlers  | Japón    | 2009 |
| Supercopa de Japón    | Kashima Antlers  | Japón    | 2010 |
| Copa de Alemania      | F. C. Schalke 04 | Alemania | 2011 |
| Supercopa de Alemania | F. C. Schalke 04 | Alemania | 2011 |

### Títulos internacionales
| Título        | Club (*)           | País  | Año  |
| ------------- | ------------------ | ----- | ---- |
| Copa Kirin    | Selección de Japón | Japón | 2009 |
| Copa Asiática | Selección de Japón | Catar | 2011 |

(*) Incluyendo la selección.